# Церковь Святой крови (Мюнхен)
Церковь Святой крови (нем. Katholische Pfarrkirche Heilig Blut) — римско-католическая приходская церковь в районе Богенхаузен города Мюнхен (федеральная земля Бавария); была построена в 1934 году.

## История и описание
В связи с ростом населения района Богенхаузен, наблюдавшемся в начале XX века, старая приходская церковь Святого Георгия стала слишком маленькой для разросшийся общины прихожан. Был создан целый ряд проектов для нового храма; все они были отвергнуты и в начале 1930-х годов была рассмотрена перестройка церкви Святого Георгия. После протестов горожан в связи с перспективой перестройки барочного храма, город Мюнхен передал в дар архиепархии земли для нового здания.
Церковь Святой крови была построена по проекту архитектора Ханса Дёллгаста (Hans Döllgast, 1891—1974) в 1934 году — всего за восемь месяцев. Скульптор Георг Пецольд (Georg Pezold), активно выступавший против перестройки церкви Святого Георгия, стал автором проекта рельефов арки над входом новой церкви. Церковь Святой крови была освящена в 1934 году и получила фрагмент мощей Конрада фон Паржама, канонизированного в том же году.
В период национал-социализма, борцы германского сопротивления Альфред Дельп и Герман Йозеф Верле (Hermann Josef Wehrle) были пасторами в приходе до своего ареста в 1944 году. Мемориальная доска на церкви Святого Георгия увековечивает память о них и других жителях района, участвовавших в сопротивлении.
Церковь сильно пострадала во время Второй мировой войны: её реконструкция под руководством Дёлльгаста началась в 1950 году. На месте прежней остроконечной башни-колокольни была построена новая колокольня с двускатной крышей: в год своего освящения церковь получила четыре бронзовых колокола, изготовленных бременской компанией «Glockengießerei Otto». С начала августа 1951 года до конца сентября 1952 года Йозеф Ратцингер, будущий папа римский Бенедикт XVI, был капелланом церкви Святой Крови. Церковный орган на 25 регистров был построен в 2003 году компанией «Münchner Orgelbau Johannes Führer».